# Ingvorstrup
Ingvorstrup Hovedgård er en hovedgård i Vejlby Sogn, Norddjurs Kommune.
Ingvorstrup skal være anlagt og have navn efter Ingvor Beske. Den tilhørte 1441 og 1446 Ove Henriksen, væbner, vist nok af slægten Lunov, 1486 hans søn Laurids Ovesen. Den bekendte latinske digter og professor Rasmus Glad (Erasmus Lætus) er født på Ingvorstrup 1526, søn af herredsskriver Mikkel Ingvorsen, der boede på Ingvorstrup.
Senere ejedes gården af Mogens Lykke († ugift 1620) og hans fader Christoffer Lykke. 1662 var Ingvorstrup en bondegaard på 19 Td. Htk., der tilhørte fru Ide Lunge, men 1688 solgte fru Margrethe Krabbe, salig Erik Rosenkrantz’s, den til Rasmus Pedersen i Skjærvad mølle, som 1695 skødede den (13 Td. Htk.) for 2.000 sletdaler i danske kroner til renteskriver Søren Rasmussen. Peder Lauridsen Begtrup, der ejede Ingvorstrup 1713, solgte den 1718 for 2.000 rd. Kr. og 600 rdl. i 8-skillingsstykker til hr. Palle Krag og fru Hille Trolle på Katholm, der 1720 afhændede den til løjtnant Jokum Fr. Bille († 1722 „hastig paa sin Seng“). Hans enke Frederikke Am. ægtede 1723 Sr. Mathias Jessen, der 1724 solgte Ingvorstrup med gods, i alt 92 td. htk., for 4.419 rd. til Jochum Lihme, der før 1733 afstod den til sin moder fru Anna Fisker, † 1735.
På auktion efter Anna Fisker blev den 1737 købt af Isak Hansen Gøe, købmand i Ebeltoft, og Anders Haslund for 2.260 rd. således, at sidstnævnte købte godset (79), men Gøe gården (12 td. Htk.), men i 1738 solgte denne også gården til Haslund († 1760), der arvedes af sønnen Jens Severin Haslund († 1772), af hvis dødsbo forpagter Vilhelm Fr. Fahrenhorst fra Ølstedgård 1773 på auktion købte Ingvorstrup (12, med gods i alt 111 td. Htk.) for 4.700 rd.; 1776 solgte han gården for 8.400 rd. til Poul Behr, der 1780 afhændede den (22, godset 41 td. Htk.) for 4.100 rd. til kammerjunker M. P. O. Rosenørn på Katholm.
Siden ejedes Ingvorstrup af Knud Høyer til Fævejle 1793-98, Otto Mønsted 1799-1804, M. Secher (senere til Trudsholm) 1805-7, Ole Secher (senere til Hjortshøjlund) 1808, Kammerr. O. Esmarch 1808, Kmjkr. Adeler (senere til Høgholm) 1811, Chr. Rosenørn 1812-17, Lorentz Petersen 1818-26, P. Kjær, Niels Jørgensen, Jens Hansen Mosegaard, J. V. R. Møller, Gustav Secher og fra 1897 af P. N. og F. G. Secher.
Hovedbygningen er opført 1872 i villastil.